# Antonín Mrkos

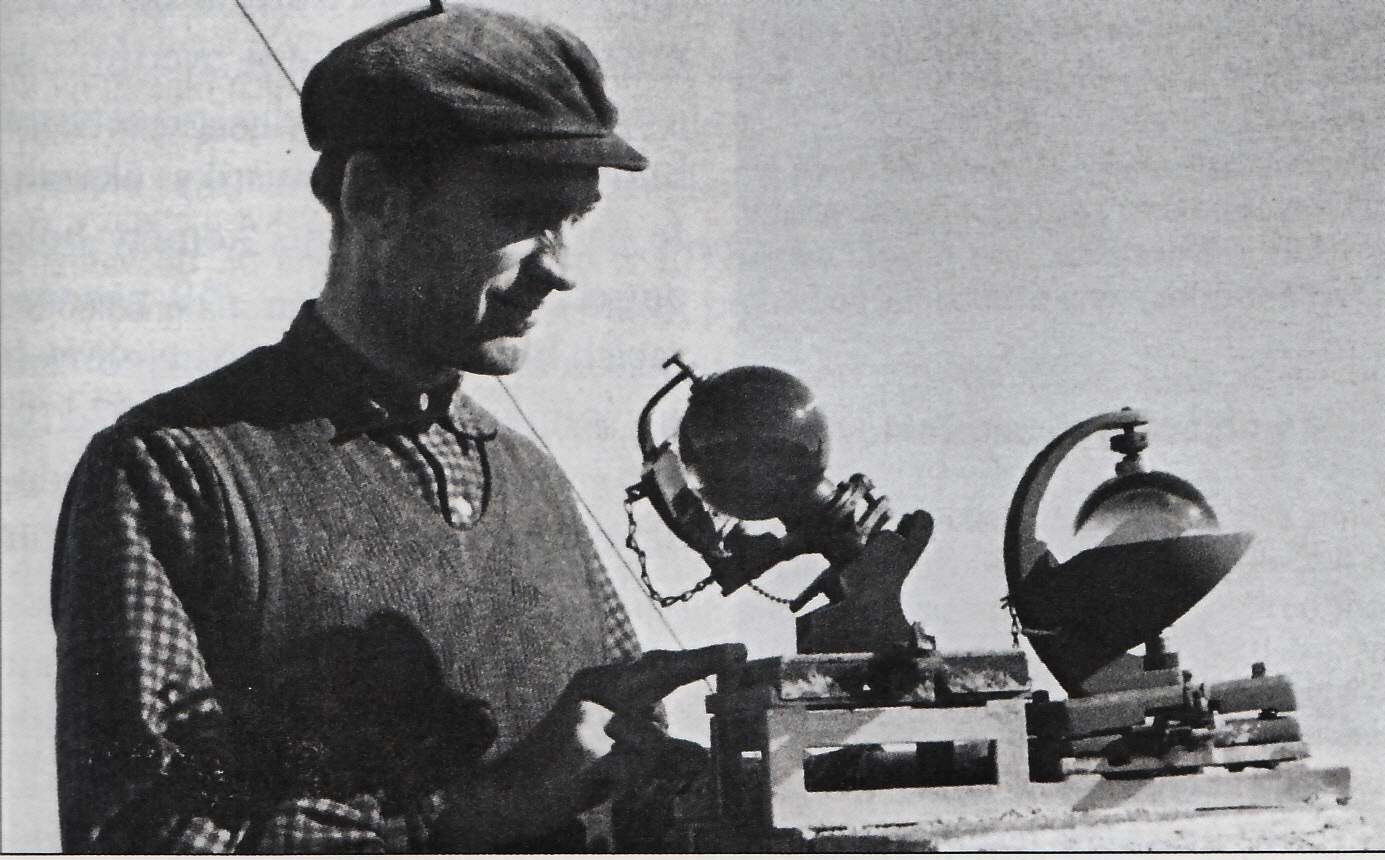
Antonín Mrkos

Antonín Mrkos (27. ledna 1918 Střemchoví – 29. května 1996 Praha) byl moravský astronom, polárník a učitel. Objevil množství planetek a komet, z nichž nejznámější je kometa 45P/Honda-Mrkos-Pajdušáková.

## Život
Narodil se v rolnické rodině. Absolvoval obecnou školu v Dolních Loučkách, čtyři roky gymnázia v Tišnově a pak učitelský ústav ve Svatém Janu Pod Skalou. Učit začal v Novém Městě na Moravě, pokračoval ve Skryjích a ve Žďárci.
Po válce již neučil, v letech 1945–1950 pracoval na astronomické observatoři na Skalnatém plese, později 1950–1961 na hvězdárně na Lomnickém štítu ve Vysokých Tatrách. V té době dálkově studoval astronomii na Přírodovědecké fakultě Univerzity Komenského v Bratislavě.
V letech 1957–1959 a 1961–1963 se zúčastnil dvou sovětských expedic v Antarktidě (třetí a sedmé). Třetí výprava vedená Jevgenijem Ivanovičem Tolstikovem měla čtyři hlavní úkoly: 1. Vystřídat posádky kontinentálních stanic Mirnyj, Vostok, Pioněrskaja, Komsomolskaja a Oáza a pokračovat v pracích podle programu Mezinárodního geofyzikálního roku. 2. Zřídit stanici na antarktickém pólu relativní nedostupnosti. 3. Podle možnosti pokračovat v pozemních výzkumech směrem do vnitrozemí s cílem zjistit tloušťku ledového příkrovu v centrálních oblastech Antarktidy. 4. Uskutečnit na ledoborci Ob komplexní oceánografické výzkumy v antarktických mořích a mapovat některé úseky pobřeží na východ od Mirného.
Hlavním úkolem Antonína Mrkose na třetí výpravě bylo fotoelektrické měření světla noční oblohy a polárních září. V letním období se podílel, jako navigátor a astronom, na programu sovětské expedice, na výzkumných pochodech, stanovení astronomických bodů aj. Stal se druhým českým polárníkem v Antarktidě po Václavu Vojtěchovi.
Na sedmou sovětskou expedici vyslala Československá akademie věd samostatnou čtyřčlennou skupinu vědců. Vedoucím skupiny byl Antonín Mrkos, dalšími členy byli geofyzik Ing. Alois Kočí a dva fyzikové Dr. Pavel Chaloupka a Ing. Jaroslav Petrovský. Úkolem čsl. expedice bylo pokračovat v dřívějších pracích a navíc měřit intenzitu kosmického záření čsl. přístrojem a zkoumat jihopolární zemské magnetické pole.
Po návratu z Antarktidy se na Slovensko nevrátil, od roku 1965 pracoval ve funkci vedoucího na hvězdárně na Kleti u Českých Budějovic. Svoji odbornou práci zaměřil především na pozorování malých těles sluneční soustavy, planetek a komet. Během svého života objevil, nebo byl spoluobjevitelem celkem 273 planetek a 13 komet. Vyučoval astronomii na pedagogické fakultě v Českých Budějovicích.
Oženil se se slovenskou astronomkou Ľudmilou Pajdušákovou; manželství však nevydrželo a rozpadlo se.

### Ocenění
Na jeho počest je pojmenována planetka (1832) Mrkos.
V dubnu 2010 na 13. jednání Rady hl. m. Prahy 6 bylo rozhodnuto, že jeho jméno ponese nově budovaná ulice v Praze 5-Velké Chuchli.

## Dílo

### Spisy
- Svět hvězd – Pavel Petrovič Parenago; z ruského originálu přeložil Jaromír Široký; předmluva k českému vydání Josef Mikuláš Mohr; fotografie Antonín Mrkos. Praha: Nakladatelství ČSAV, 1953
- Naši v Antarktidě: vyprávění a snímky československých účastníků třetí, čtvrté a páté sovětské výpravy do Antarktidy – Antonín Mrkos [Veliký pochod], Stanislav Bártl, Oldřich Praus, Oldřich Kostka; mapy Pavel Semrád, uspořádal Josef Vávra; předmluva Josef Novák. Praha: Práce, 1963
- Fotoelektrické, visuální a spektroskopické pozorování polárních září v Antarktidě v r. 1962 – B. m.: b. t.,1963
- V zajetí ledu a hvězd – Antonín Jakeš; fotografie Antonín Mrkos, Ota Sep a Julius Janeba. České Budějovice: Jihočeské nakladatelství, 1983

### Objevené planetky
| Číslo a název planetky | Předb. označení | Datum objevu       | Spoluobjevitelé |
| (2199) Kleť            | 1978 LA         | 6. června 1978     |                 |
| (2304) Slavia          | 1979 KB         | 18. května 1979    |                 |
| (2325) Chernykh        | 1979 SP         | 25. září 1979      |                 |
| (2367) Praha           | 1981 AK1        | 8. ledna 1981      |                 |
| (2403) Šumava          | 1979 SQ         | 25. září 1979      |                 |
| (2404) Antarctica      | 1980 TE         | 1. října 1980      |                 |
| (2552) Remek           | 1978 SP         | 24. září 1978      |                 |
| (2559) Svoboda         | 1981 UH         | 23. října 1981     |                 |
| (2747) Český Krumlov   | 1980 DW         | 19. února 1980     |                 |
| (2811) Střemchoví      | 1980 JA         | 10. května 1980    |                 |
| (2889) Brno            | 1981 WT1        | 17. listopadu 1981 |                 |
| (2936) Nechvíle        | 1979 SF         | 17. září 1979      |                 |
| (2971) Mohr            | 1980 YL         | 30. prosince 1980  |                 |
| (3003) Konček          | 1983 YH         | 28. prosince 1983  |                 |
| (3017) Petrovič        | 1981 UL         | 25. října 1981     |                 |
| (3130) Hillary         | 1981 YO         | 20. prosince 1981  |                 |
| (3137) Horky           | 1982 SM1        | 16. září 1982      |                 |
| (3141) Buchar          | 1984 RH         | 2. září 1984       |                 |
| (3168) Lomnický Štít   | 1980 XM         | 1. prosince 1980   |                 |
| (3257) Hanzlík         | 1982 GG         | 15. dubna 1982     |                 |
| (3276) Porta Coeli     | 1982 RZ1        | 15. září 1982      |                 |
| (3278) Běhounek        | 1984 BT         | 27. ledna 1984     |                 |
| (3313) Mendel          | 1980 DG         | 19. února 1980     |                 |
| (3324) Avsyuk          | 1983 CW1        | 4. února 1983      |                 |
| (3326) Agafonikov      | 1985 FL         | 20. března 1985    |                 |
| (3334) Somov           | 1981 YR         | 20. prosince 1981  |                 |
| (3339) Treshnikov      | 1978 LB         | 6. června 1978     |                 |
| (3357) Tolstikov       | 1984 FT         | 21. března 1984    |                 |
| (3364) Zdenka          | 1984 GF         | 5. dubna 1984      |                 |
| (3395) Jitka           | 1985 UN         | 20. října 1985     |                 |
| (3451) Mentor          | 1984 HA1        | 19. dubna 1984     |                 |
| (3490) Šolc            | 1984 SV         | 20. září 1984      |                 |
| (3550) Link            | 1981 YS         | 20. prosince 1981  |                 |
| (3571) Milanštefánik   | 1982 EJ         | 15. března 1982    |                 |
| (3629) Lebedinskij     | 1982 WK         | 21. listopadu 1982 |                 |
| (3630) Lubomír         | 1984 QN         | 28. srpna 1984     |                 |
| (3636) Pajdušáková     | 1982 UJ2        | 17. října 1982     |                 |
| (3645) Fabini          | 1981 QZ         | 28. srpna 1981     |                 |
| (3665) Fitzgerald      | 1979 FE         | 19. března 1979    |                 |
| (3701) Purkyně         | 1985 DW         | 20. února 1985     |                 |
| (3715) Štohl           | 1980 DS         | 19. února 1980     |                 |
| (3716) Petzval         | 1980 TG         | 2. října 1980      |                 |
| (3727) Maxhell         | 1981 PQ         | 7. srpna 1981      |                 |
| (3781) Dufek           | 1986 RG1        | 2. září 1986       |                 |
| (3791) Marci           | 1981 WV1        | 17. listopadu 1981 |                 |
| (3827) Zdeněkhorský    | 1986 VU         | 3. listopadu 1986  |                 |
| (3847) Šindel          | 1982 DY1        | 16. února 1982     |                 |
| (3887) Gerstner        | 1985 QX         | 22. srpna 1985     |                 |
| (3905) Doppler         | 1984 QO         | 28. srpna 1984     |                 |
| (3949) Mach            | 1985 UL         | 20. října 1985     |                 |
| (3979) Brorsen         | 1983 VV1        | 8. listopadu 1983  |                 |
| (3980) Hviezdoslav     | 1983 XU         | 4. prosince 1983   |                 |
| (3981) Stodola         | 1984 BL         | 26. ledna 1984     |                 |
| (3983) Sakiko          | 1984 SX         | 20. září 1984      |                 |
| (3993) Šorm            | 1988 VV5        | 4. listopadu 1988  |                 |
| (4018) Bratislava      | 1980 YM         | 30. prosince 1980  |                 |
| (4054) Turnov          | 1983 TL         | 5. října 1983      |                 |
| (4090) Říšehvězd       | 1986 RH1        | 2. září 1986       |                 |
| (4176) Sudek           | 1987 DS         | 24. února 1987     |                 |
| (4238) Audrey          | 1980 GF         | 13. dubna 1980     |                 |
| (4249) Křemže          | 1984 SC2        | 29. září 1984      |                 |
| (4277) Holubov         | 1982 AF         | 15. ledna 1982     |                 |
| (4287) Třísov          | 1989 RU2        | 7. září 1989       |                 |
| (4339) Almamater       | 1985 UK         | 20. října 1985     |                 |
| (4405) Otava           | 1987 QD1        | 21. srpna 1987     |                 |
| (4408) Zlatá Koruna    | 1988 TH2        | 4. října 1988      |                 |
| (4552) Nabelek         | 1980 JC         | 11. května 1980    |                 |
| (4554) Fanynka         | 1986 UT         | 28. října 1986     |                 |
| (4610) Kájov           | 1989 FO         | 26. března 1989    |                 |
| (4662)                 | 1984 HL         | 19. dubna 1984     |                 |
| (4663)                 | 1984 SM1        | 27. září 1984      |                 |
| (4671) Drtikol         | 1988 AK1        | 10. ledna 1988     |                 |
| (4691) Toyen           | 1983 TU         | 7. října 1983      |                 |
| (4698) Jizera          | 1986 RO1        | 4. září 1986       |                 |
| (4702) Berounka        | 1987 HW         | 23. dubna 1987     |                 |
| (4801) Ohře            | 1989 UR4        | 22. října 1989     |                 |
| (4823) Libenice        | 1986 TO3        | 4. října 1986      |                 |
| (4824) Stradonice      | 1986 WL1        | 25. listopadu 1986 |                 |
| (5026) Martes          | 1987 QL1        | 22. srpna 1987     |                 |
| (5089) Nádherná        | 1979 SN         | 25. září 1979      |                 |
| (5102) Benfranklin     | 1986 RD1        | 2. září 1986       |                 |
| (5103) Diviš           | 1986 RP1        | 4. září 1986       |                 |
| (5122) Mucha           | 1989 AZ1        | 3. ledna 1989      |                 |
| (5202)                 | 1983 XX         | 5. prosince 1983   |                 |
| (5250) Jas             | 1984 QF         | 21. srpna 1984     |                 |
| (5318) Dientzenhofer   | 1985 HG1        | 21. dubna 1985     |                 |
| (5363) Kupka           | 1979 UQ         | 19. října 1979     |                 |
| (5418) Joyce           | 1981 QG1        | 29. srpna 1981     |                 |
| (5425) Vojtěch         | 1984 SA1        | 20. září 1984      |                 |
| (5552) Studnička       | 1982 SJ1        | 16. září 1982      |                 |
| (5573)                 | 1981 QX         | 24. srpna 1981     |                 |
| (5583) Braunerová      | 1989 EY1        | 5. března 1989     |                 |
| (5668) Foucault        | 1984 FU         | 22. března 1984    |                 |
| (5712) Funke           | 1979 SR         | 25. září 1979      |                 |
| (5719) Křižík          | 1983 RX         | 7. září 1983       |                 |
| (5797) Bivoj           | 1980 AA         | 13. ledna 1980     |                 |
| (5800) Pollock         | 1982 UV1        | 16. října 1982     |                 |
| (5801) Vasarely        | 1984 BK         | 26. ledna 1984     |                 |
| (5803) Ötzi            | 1984 OA         | 21. července 1984  |                 |
| (5804) Bambinidipraga  | 1985 RL1        | 9. září 1985       |                 |
| (5865) Qualytemocrina  | 1984 QQ         | 31. srpna 1984     |                 |
| (5891) Gehrig          | 1981 SM         | 22. září 1981      |                 |
| (5894) Telč            | 1982 RM1        | 14. září 1982      |                 |
| (5897) Novotná         | 1984 SZ1        | 29. září 1984      |                 |
| (5910) Zátopek         | 1989 WH4        | 29. listopadu 1989 |                 |
| (5946) Hrozný          | 1984 UC1        | 28. října 1984     |                 |
| (5958) Barrande        | 1989 BS1        | 29. ledna 1989     |                 |
| (5997) Dirac           | 1983 TH         | 1. října 1983      |                 |
| (5998) Sitenský        | 1986 RK1        | 2. září 1986       |                 |
| (6060) Doudleby        | 1980 DX         | 19. února 1980     |                 |
| (6064) Holašovice      | 1987 HE1        | 23. dubna 1987     |                 |
| (6149) Pelčák          | 1979 SS         | 25. září 1979      |                 |
| (6175) Cori            | 1983 XW         | 4. prosince 1983   |                 |
| (6221) Ducentesima     | 1980 GO         | 13. dubna 1980     |                 |
| (6223) Dahl            | 1980 RD1        | 3. září 1980       |                 |
| (6231) Hundertwasser   | 1985 FH         | 20. března 1985    |                 |
| (6266) Letzel          | 1986 TB3        | 4. října 1986      |                 |
| (6281) Strnad          | 1980 SD         | 16. září 1980      |                 |
| (6377) Cagney          | 1987 ML1        | 25. června 1987    |                 |
| (6379) Vrba            | 1987 VA1        | 15. listopadu 1987 |                 |
| (6385) Martindavid     | 1989 EC2        | 5. března 1989     |                 |
| (6433) Enya            | 1978 WC         | 18. listopadu 1978 |                 |
| (6440) Ransome         | 1988 RA2        | 8. září 1988       |                 |
| (6441) Milenajesenská  | 1988 RR2        | 9. září 1988       |                 |
| (6469) Armstrong       | 1982 PC         | 14. srpna 1982     |                 |
| (6470) Aldrin          | 1982 RO1        | 14. září 1982      |                 |
| (6471) Collins         | 1983 EB1        | 4. března 1983     |                 |
| (6481) Tenzing         | 1988 RH2        | 9. září 1988       |                 |
| (6508) Rolčík          | 1982 QM         | 22. srpna 1982     |                 |
| (6516) Gruss           | 1988 TC2        | 3. října 1988      |                 |
| (6540) Stepling        | 1982 SL1        | 16. září 1982      |                 |
| (6542) Jacquescousteau | 1985 CH1        | 15. února 1985     |                 |
| (6546) Kaye            | 1987 DY4        | 24. února 1987     |                 |
| (6550) Parléř          | 1988 VO5        | 4. listopadu 1988  |                 |
| (6556) Arcimboldo      | 1989 YS6        | 29. prosince 1989  |                 |
| (6581) Sobers          | 1981 SO         | 22. září 1981      |                 |
| (6583) Destinn         | 1984 DE         | 21. února 1984     |                 |
| (6586) Seydler         | 1984 UK1        | 28. října 1984     |                 |
| (6594) Tasman          | 1987 MM1        | 25. června 1987    |                 |
| (6596) Bittner         | 1987 VC1        | 15. listopadu 1987 |                 |
| (6597) Kreil           | 1988 AF1        | 9. ledna 1988      |                 |
| (6600)                 | 1988 QW         | 17. srpna 1988     |                 |
| (6701) Warhol          | 1988 AW1        | 14. ledna 1988     |                 |
| (6712) Hornstein       | 1990 DS1        | 23. února 1990     |                 |
| (6758) Jesseowens      | 1980 GL         | 13. dubna 1980     |                 |
| (6768) Mathiasbraun    | 1983 RY         | 7. září 1983       |                 |
| (6769) Brokoff         | 1985 CJ1        | 15. února 1985     |                 |
| (6774) Vladheinrich    | 1988 VH5        | 4. listopadu 1988  |                 |
| (6779) Perrine         | 1990 DM1        | 20. února 1990     |                 |
| (6817) Pest            | 1982 BP2        | 20. ledna 1982     |                 |
| (6824) Mallory         | 1988 RE2        | 8. září 1988       |                 |
| (6825) Irvine          | 1988 TJ2        | 4. října 1988      |                 |
| (6897) Tabei           | 1987 VQ         | 15. listopadu 1987 |                 |
| (7080)                 | 1986 RS1        | 5. září 1986       |                 |
| (7107) Peiser          | 1980 PB1        | 15. srpna 1980     |                 |
| (7114) Weinek          | 1986 WN7        | 29. listopadu 1986 |                 |
| (7115) Franciscuszeno  | 1986 WO7        | 29. listopadu 1986 |                 |
| (7118) Kuklov          | 1988 VD5        | 4. listopadu 1988  |                 |
| (7171) Arthurkraus     | 1988 AT1        | 13. ledna 1988     |                 |
| (7226) Kryl            | 1984 QJ         | 21. srpna 1984     |                 |
| (7232) Nabokov         | 1985 UQ         | 20. října 1985     |                 |
| (7328) Casanova        | 1984 SC1        | 20. září 1984      |                 |
| (7332) Ponrepo         | 1986 XJ5        | 4. prosince 1986   |                 |
| (7334) Sciurus         | 1988 QV         | 17. srpna 1988     |                 |
| (7391) Strouhal        | 1983 VS1        | 8. listopadu 1983  |                 |
| (7398) Walsh           | 1986 VM         | 3. listopadu 1986  |                 |
| (7403) Choustník       | 1988 AV1        | 14. ledna 1988     |                 |
| (7464) Vipera          | 1987 VB1        | 15. listopadu 1987 |                 |
| (7635)                 | 1983 VH1        | 6. listopadu 1983  |                 |
| (7644) Cslewis         | 1988 VR5        | 4. listopadu 1988  |                 |
| (7645) Pons            | 1989 AC2        | 4. ledna 1989      |                 |
| (7694) Krasetín        | 1983 SF         | 29. září 1983      |                 |
| (7695) Přemysl         | 1984 WA1        | 27. listopadu 1984 |                 |
| (7699) Božek           | 1989 CB4        | 2. února 1989      |                 |
| (7701) Zrzavý          | 1990 TX8        | 14. října 1990     |                 |
| (7742) Altamira        | 1985 US         | 20. října 1985     |                 |
| (7820)                 | 1990 TU8        | 14. října 1990     |                 |
| (7859) Lhasa           | 1979 US         | 19. října 1979     |                 |
| (7864)                 | 1982 EE         | 14. března 1982    |                 |
| (7867) Burian          | 1984 SB1        | 20. září 1984      |                 |
| (7927)                 | 1986 WV1        | 29. listopadu 1986 |                 |
| (7993)                 | 1982 UD2        | 16. října 1982     |                 |
| (8001) Ramsden         | 1986 TR3        | 4. října 1986      |                 |
| (8002)                 | 1986 XF5        | 4. prosince 1986   |                 |
| (8022)                 | 1990 VD7        | 10. listopadu 1990 |                 |
| (8143)                 | 1982 VN         | 11. listopadu 1982 |                 |
| (8152)                 | 1986 VY         | 3. listopadu 1986  |                 |
| (8153)                 | 1986 WO1        | 25. listopadu 1986 |                 |
| (8249) Gershwin        | 1980 GG         | 13. dubna 1980     |                 |
| (8258)                 | 1982 RW1        | 15. září 1982      |                 |
| (8267)                 | 1986 TX3        | 4. října 1986      |                 |
| (8333)                 | 1982 VF         | 7. listopadu 1982  |                 |
| (8336) Šafařík         | 1984 SK1        | 27. září 1984      |                 |
| (8343) Tugendhat       | 1986 TG3        | 4. října 1986      |                 |
| (8479)                 | 1987 HD2        | 29. dubna 1987     |                 |
| (8639)                 | 1986 VB1        | 3. listopadu 1986  |                 |
| (8650)                 | 1989 TJ2        | 5. října 1989      |                 |
| (9007) James Bond      | 1983 TE1        | 5. října 1983      |                 |
| (9008) Bohšternberk    | 1984 BS         | 27. ledna 1984     |                 |
| (9011)                 | 1984 SU         | 20. září 1984      |                 |
| (9027)                 | 1988 VP5        | 4. listopadu 1988  |                 |
| (9028) Konrádbeneš     | 1989 BE1        | 26. ledna 1989     |                 |
| (9031)                 | 1989 WG4        | 29. listopadu 1989 |                 |
| (9292)                 | 1982 UE2        | 16. října 1982     |                 |
| (9538)                 | 1982 UM2        | 20. října 1982     |                 |
| (9551) Kazi            | 1985 UJ         | 20. října 1985     |                 |
| (9552)                 | 1985 UY         | 24. října 1985     |                 |
| (9575)                 | 1989 BW1        | 29. ledna 1989     |                 |
| (9729)                 | 1981 RQ         | 7. září 1981       |                 |
| (9931) Herbhauptman    | 1985 HH         | 18. dubna 1985     |                 |
| (10026)                | 1980 RE1        | 3. září 1980       |                 |
| (10037)                | 1984 BQ         | 26. ledna 1984     |                 |
| (10291)                | 1985 UT         | 20. října 1985     |                 |
| (10294)                | 1988 AA2        | 14. ledna 1988     |                 |
| (10705)                | 1981 SL         | 22. září 1981      |                 |
| (11019) Hansrott       | 1984 HR         | 25. dubna 1984     |                 |
| (11020) Orwell         | 1984 OG         | 31. července 1984  |                 |
| (11026)                | 1986 RE1        | 2. září 1986       |                 |
| (11283)                | 1989 UX4        | 25. října 1989     |                 |
| (11477)                | 1984 SY1        | 29. září 1984      |                 |
| (11493)                | 1988 VN5        | 4. listopadu 1988  |                 |
| (11825)                | 1982 UW1        | 16. října 1982     |                 |
| (11830) Jessenius      | 1984 JE         | 2. května 1984     |                 |
| (11841)                | 1986 VW         | 3. listopadu 1986  |                 |
| (12692)                | 1989 BV1        | 29. ledna 1989     |                 |
| (12698)                | 1989 US4        | 22. října 1989     |                 |
| (13491)                | 1984 UJ1        | 28. října 1984     |                 |
| (13501)                | 1987 VR         | 15. listopadu 1987 |                 |
| (13913)                | 1979 SO         | 25. září 1979      |                 |
| (14363)                | 1988 RB2        | 8. září 1988       |                 |
| (14379)                | 1989 UM4        | 22. října 1989     |                 |
| (15222)                | 1982 FL1        | 24. března 1982    |                 |
| (15233)                | 1987 WU4        | 26. listopadu 1987 |                 |
| (16448)                | 1989 RV2        | 7. září 1989       |                 |
| (17404)                | 1986 TZ3        | 4. října 1986      |                 |
| (17407)                | 1987 TG         | 14. října 1987     |                 |
| (18300)                | 1979 PA         | 14. srpna 1979     |                 |
| (18325)                | 1984 SB2        | 29. září 1984      |                 |
| (18328)                | 1985 UU         | 20. října 1985     |                 |
| (19124)                | 1986 TH3        | 4. října 1986      |                 |
| (19129) Loos           | 1988 AL1        | 10. ledna 1988     |                 |
| (19184)                | 1991 TB6        | 6. října 1991      |                 |
| (20964) Mons Naklethi  | 1977 UA         | 16. října 1977     |                 |
| (20969) Samo           | 1979 SH         | 17. září 1979      |                 |
| (22260) Ur             | 1979 UR         | 19. října 1979     |                 |
| (22274)                | 1981 RN         | 7. září 1981       |                 |
| (22284)                | 1986 SH         | 30. září 1986      |                 |
| (22288)                | 1988 TR2        | 11. října 1988     |                 |
| (22307)                | 1990 SU4        | 16. září 1990      |                 |
| (23437)                | 1984 SJ1        | 27. září 1984      |                 |
| (24619)                | 1979 DA         | 26. února 1979     |                 |
| (24661)                | 1988 GQ         | 12. dubna 1988     |                 |
| (24662) Gryll          | 1988 GS         | 14. dubna 1988     |                 |
| (24695)                | 1990 ST4        | 16. září 1990      |                 |
| (26807)                | 1982 RK1        | 14. září 1982      |                 |
| (27702)                | 1984 SE1        | 27. září 1984      |                 |
| (27703)                | 1984 SA2        | 29. září 1984      |                 |
| (30770)                | 1984 SL4        | 27. září 1984      |                 |
| (30772)                | 1986 RJ1        | 2. září 1986       |                 |
| (32774)                | 1986 VZ         | 3. listopadu 1986  |                 |
| (35086)                | 1990 TW8        | 14. října 1990     |                 |
| (37559)                | 1985 UR         | 20. října 1985     |                 |
| (39514)                | 1986 TV3        | 4. října 1986      |                 |
| (39515)                | 1986 XD5        | 4. prosince 1986   |                 |
| (46546)                | 1988 VM5        | 4. listopadu 1988  |                 |
| (52268)                | 1986 WU         | 25. listopadu 1986 |                 |
| (58140)                | 1981 SN         | 22. září 1981      |                 |
| (65668)                | 1988 AX1        | 14. ledna 1988     |                 |
| (65686)                | 1990 TN8        | 14. října 1990     |                 |
| (85155)                | 1986 VH7        | 7. listopadu 1986  |                 |
| (85164)                | 1988 TG2        | 3. října 1988      |                 |
| (85167)                | 1989 RS2        | 7. září 1989       |                 |
| (100012)               | 1989 BC1        | 25. ledna 1989     |                 |